# San Vicente de la Barquera
San Vicente de la Barquera ist ein Ort und eine Gemeinde (municipio) in der Autonomen Gemeinschaft Kantabrien im Norden Spaniens. San Vicente de la Barquera ist Teil des Jakobsweges (Camino de la Costa); die Altstadt ist als Conjunto histórico-artístico anerkannt. Zur Gemeinde gehören die Dörfer Abaño, La Acebosa, El Barcenal, Gandarilla, Hortigal, Los Llaos und La Revilla.

## Lage und Klima
Der Ort San Vicente de la Barquera liegt auf dem Westufer des zu einer Meeresbucht (ría) verbreiterten Mündungsbereichs des Río Escudo. Bis zum Südufer der Biskaya und seinen Stränden sind es nur ca. 3 km; die Großstadt Santander ist ca. 50 km (Fahrtstrecke) in nordöstlicher Richtung entfernt. Das in hohem Maße vom Atlantik beeinflusste Klima ist gemäßigt und regenreich.

## Bevölkerungsentwicklung
| Jahr      | 1857 | 1900 | 1950 | 2000 | 2022 |
| Einwohner | 1715 | 1769 | 3313 | 4412 | 4030 |

Die Mechanisierung der Landwirtschaft sowie die Aufgabe bäuerlicher Kleinbetriebe („Höfesterben“) und der daraus resultierende Verlust an Arbeitsplätzen haben zu einer Landflucht und zu einem deutlichen Bevölkerungswachstum in den Städten geführt.

## Wirtschaft
Das ehemalige Fischerdorf (Küstenfischerei und Walfang) San Vicente hat sich seit der Mitte des 20. Jahrhunderts zu einem beliebten Touristenort entwickelt.

## Geschichte
Es gibt Funde aus der Bronzezeit und in El Barcenal aus der Zeit der Megalithkulturen. Der römische Hafen Portus Vereasueca wurde des Öfteren mit San Vicente de la Barquera identifiziert.
In der Mitte des 8. Jahrhunderts wurde die Stadt im Rahmen der Reconquista durch König Alfons I. aus den Händen der Muslime zurückerobert. Er errichtete eine Burg, die man als Keimzelle der heutigen Stadt betrachten kann. Später führte der an der Küste verlaufende Jakobsweg (Camino de la Costa) durch den Ort. Nach einer Periode wirtschaftlichen Wachstums konnte sich die Stadt unter König Alfons VII. im Jahr 1210 rechtlich selbständig machen. Aus dem Jahr 1330 stammt das erste Regelwerk der Fischereizunft. Im 15. Jahrhundert wurde die Stadt von Feuersbrünsten und Pestepidemien heimgesucht.

## Sehenswürdigkeiten

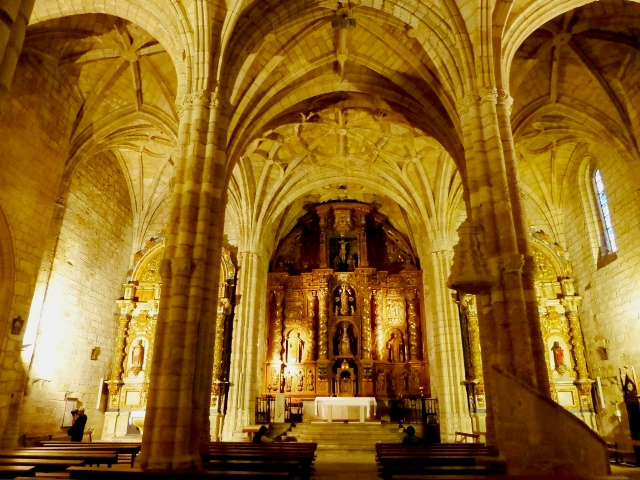
Chorbereich der Kirche

- San Vicente de la Barquera besitzt ein Ensemble aus alten Häusern. Der Ortskern von San Vicente wurde im Jahr 1987 zum Kulturgut Kantabriens erklärt.
- Besonders bemerkenswert ist die zwischen dem 13. und 16. Jahrhundert in gotischem Stil erbaute dreischiffige Hallenkirche Santa María de los Ángeles. Zwei der drei Portale zeigen noch eine romanische Ornamentik. Das Innere der Kirche enthält mehrere Kenotaphe; im Chorbereich finden sich drei imposante Schnitzaltäre.[4]
- Die Burg (Castillo del Rey) und die Reste der Stadtmauer stammen wahrscheinlich aus derselben Zeit.[5]
- Hinter der Kirche steht die Ruine eines ehemaligen Hospitals.
- Das Rathaus (ayuntamiento) ist in einem Stadtpalast des 16. Jahrhunderts untergebracht.
- Die ca. 500 m lange Maza-Brücke mit ihren 28 Bögen wurde zu Beginn des 16. Jahrhunderts auf Befehl der Katholischen Könige erbaut.
- Die Parral-Brücke stammt aus dem 18. Jahrhundert.
- Bemerkenswert sind die Sandstrände Fuentes, Primera de San Vicente, El Rosal, El Tostadero, Merón und Gerra.
- In den Fels gehauene Einsiedelei im Vado de Cervera

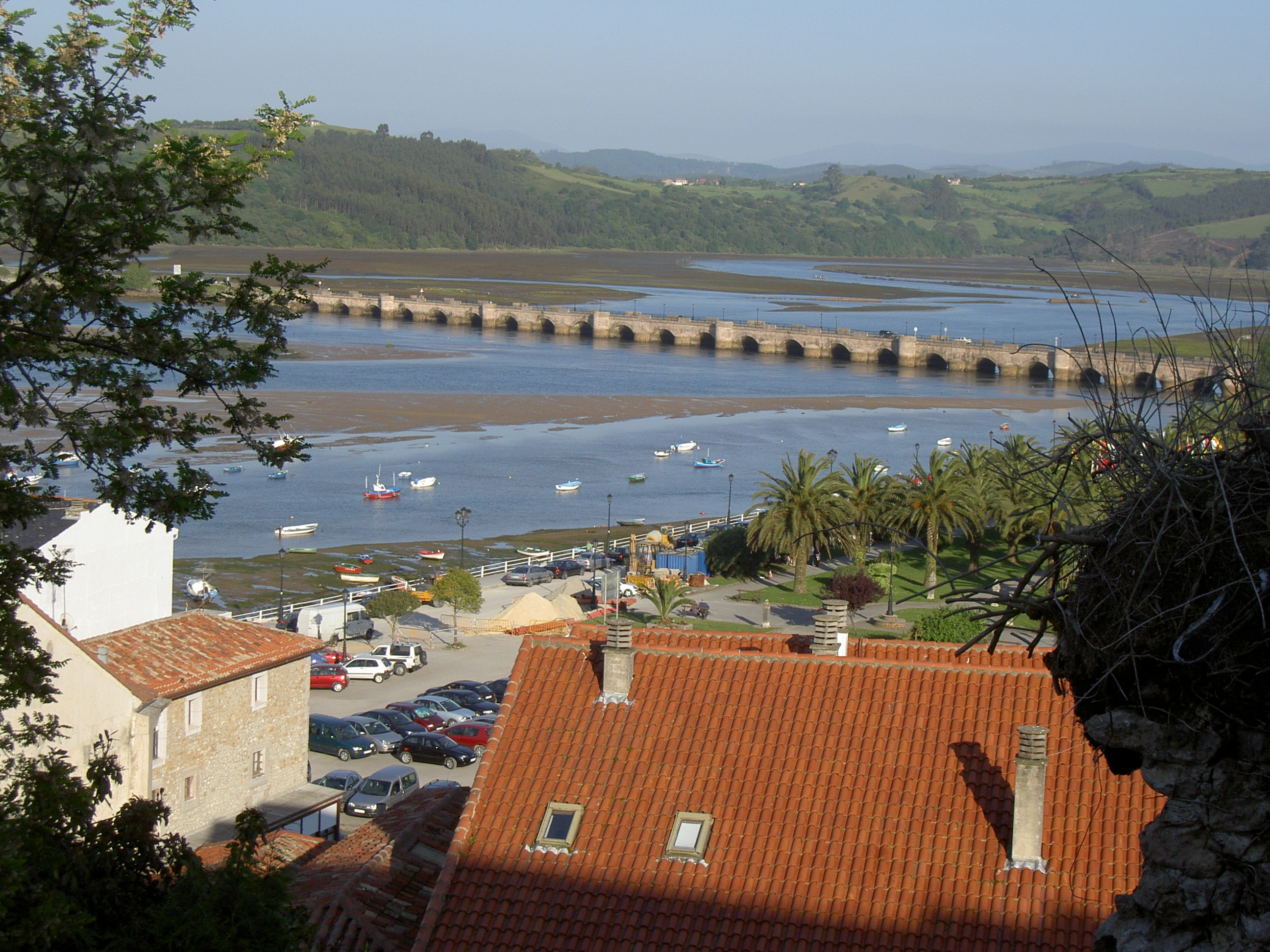
Puente de Maza
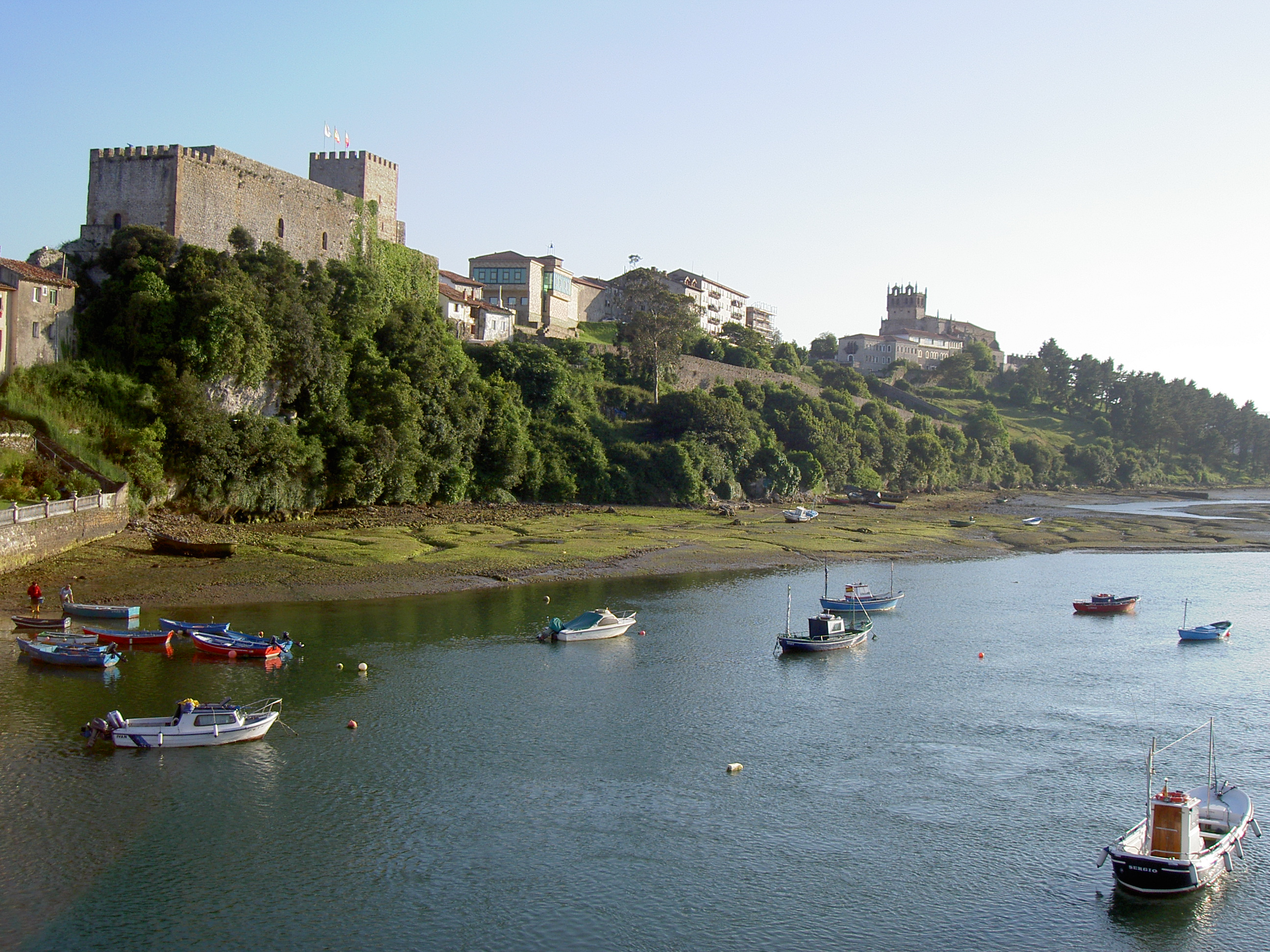
Burg und Kirche
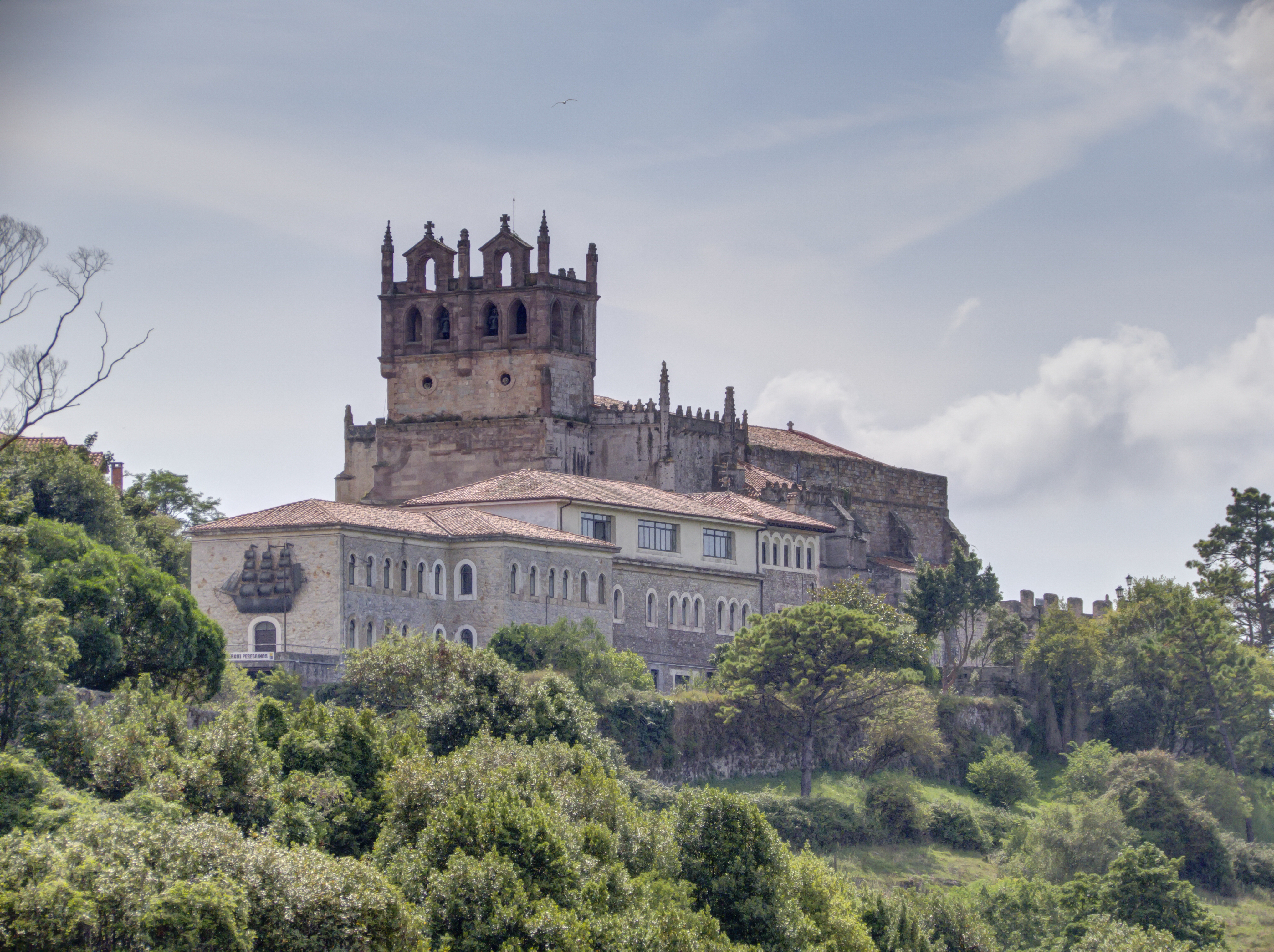
Kirche
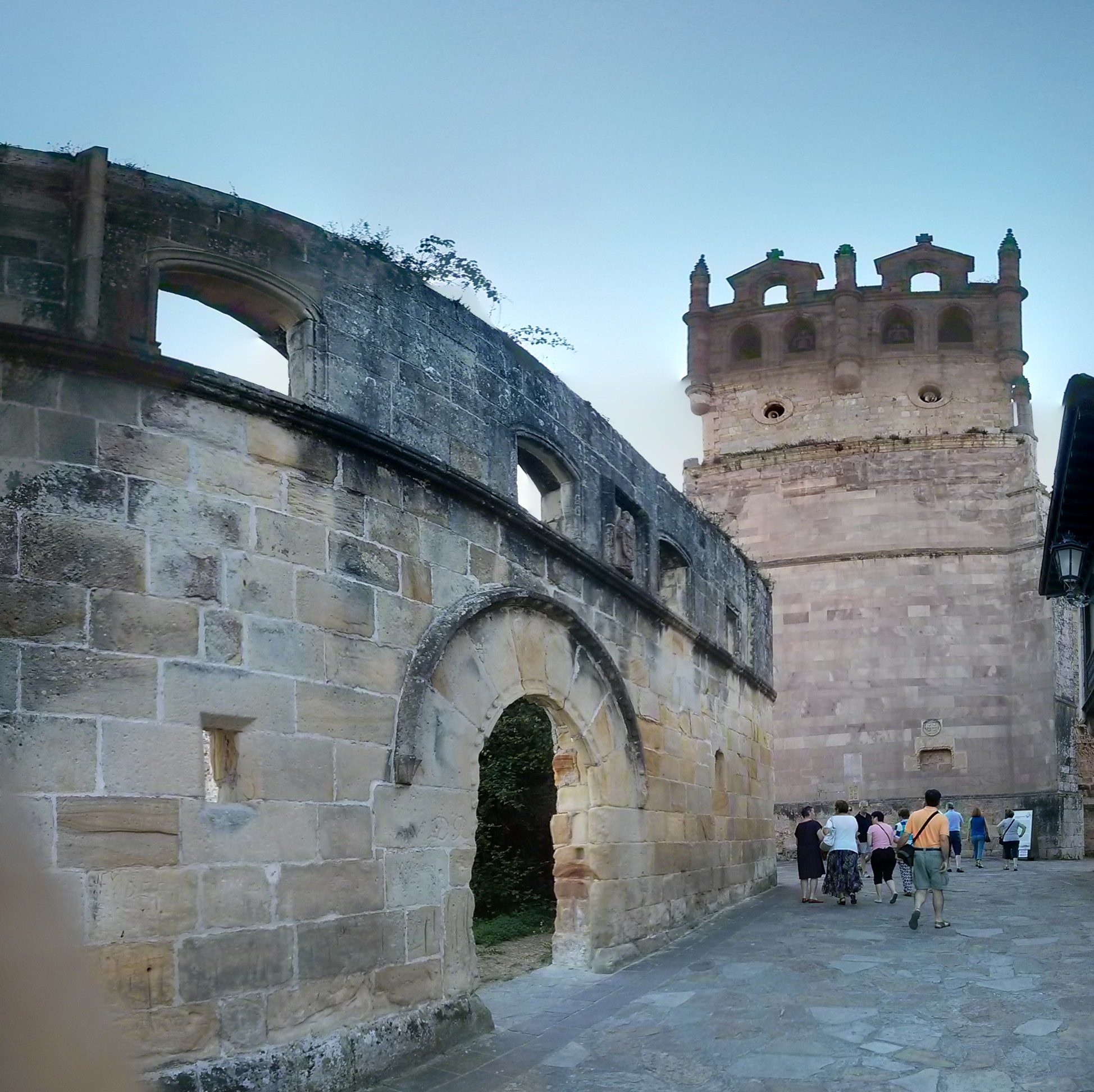
Ruine des Hospitals und Kirche
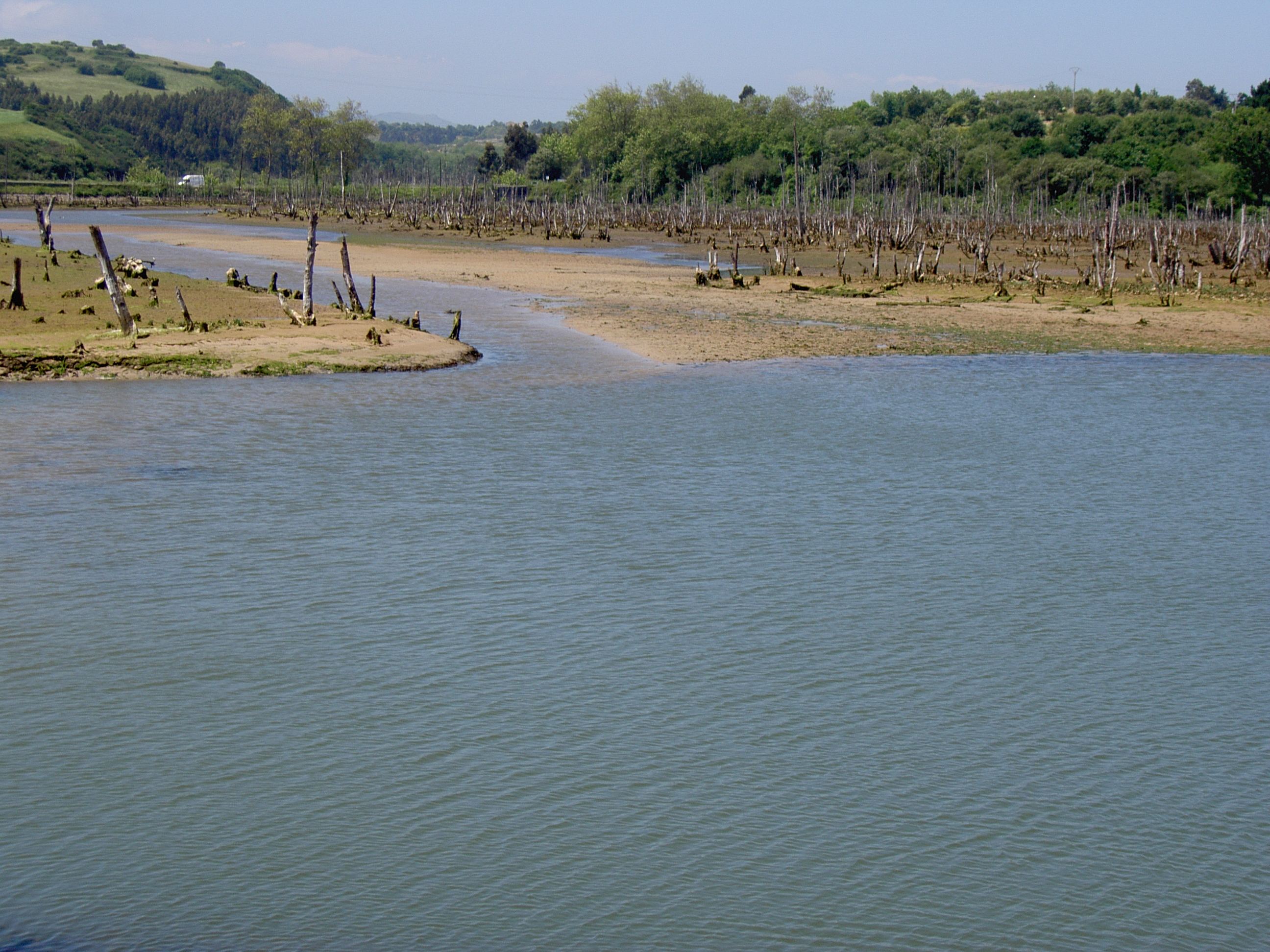
Naturpark Oyambre östlich von San Vicente
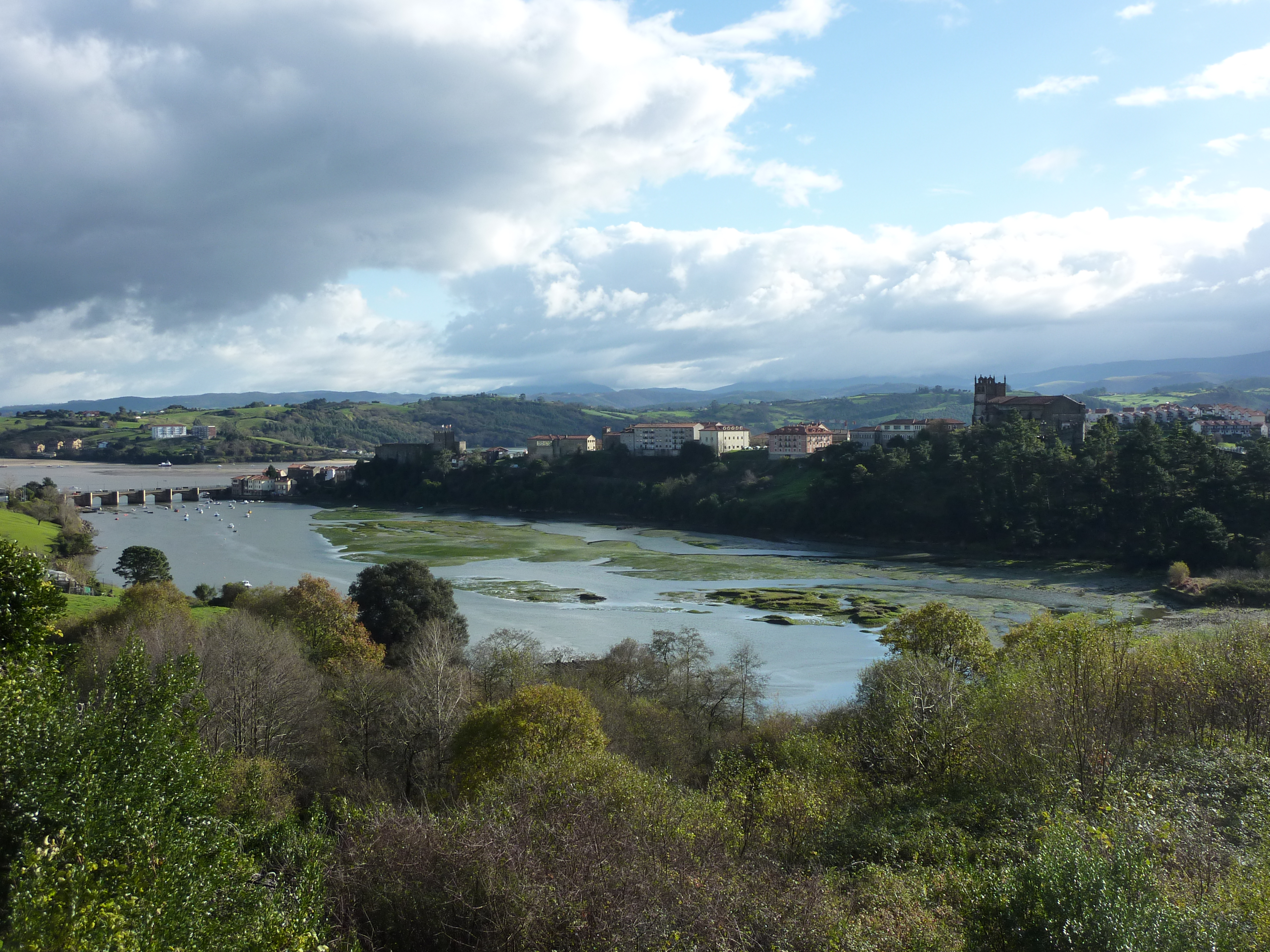
Mündung des Río Escudo und San Vicente
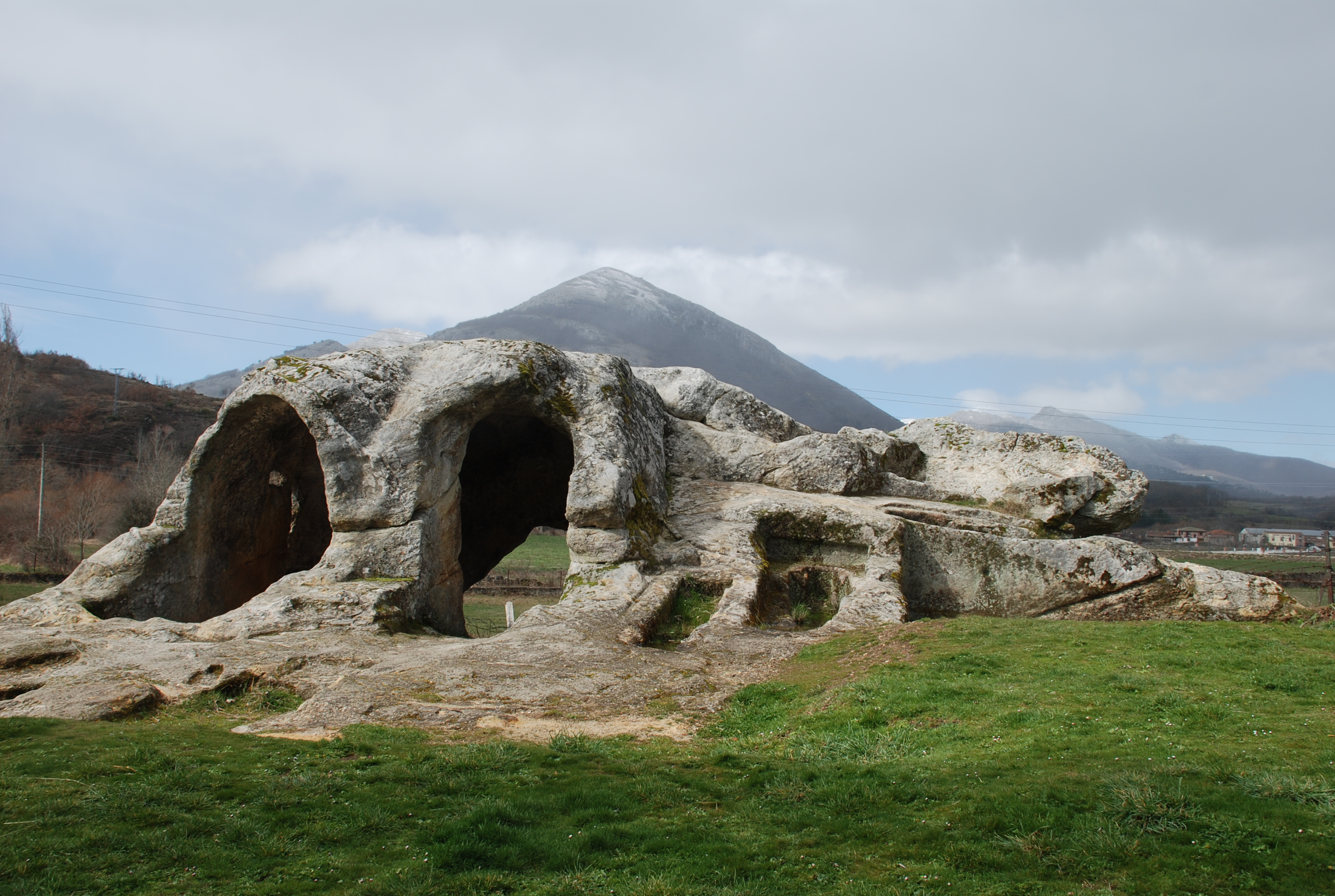
Einsiedelei im Vado de Cervera

## Partnerstadt
Zu Pornichet im französischen Département Loire-Atlantique bestehen partnerschaftliche Beziehungen.

## Persönlichkeiten
- David Bustamante (* 1982), Sänger